# SC 1868 Bamberg
Der Schachclub 1868 Bamberg ist ein traditionsreicher Schachverein in Bamberg.
Der Verein gewann 1966, 1976 und 1977 dreimal die Deutsche Mannschaftsmeisterschaft. Beteiligt waren an den Spitzenbrettern Helmut Pfleger und Lothar Schmid sowie – bei den letzten beiden Titelgewinnen – die jüngeren Meister Bernd Feustel und Volkhard Rührig, die von der intensiven Jugendarbeit des Vereins profitiert hatten. Im Jahr 1983/84 errangen die Bamberger außerdem den Deutschen Mannschaftspokal. Der SC 1868 Bamberg war bis zur Saison 1995/96 mit Unterbrechungen in der deutschen Schachbundesliga vertreten.
Anlässlich seines hundertjährigen Bestehens veranstaltete der Verein 1968 ein internationales Turnier mit sechzehn Meistern, das Paul Keres vor Tigran Petrosjan und Turnierorganisator Lothar Schmid gewann.
Der Verein nimmt in der Saison mit fünf Mannschaften am Spielbetrieb teil, hinzu kommen zwei Jugendmannschaften.
Die 1. Mannschaft spielt in der drittklassigen Oberliga Bayern, die Zweite in der Regionalliga Nord-West. Die dritte und die vierte Mannschaft sind in der Bezirksliga West vertreten, die fünfte Mannschaft spielt in der Kreisliga. Die beiden Jugendmannschaften spielen in der Bezirksliga.
Seit 2018 richtet der Verein jährlich ein internationales Schachturnier aus, das zugleich als fränkische Meisterschaft dient.